# 蘇爾茨弗盧赫山
47°0′45.4″N 9°50′21.7″E / 47.012611°N 9.839361°E

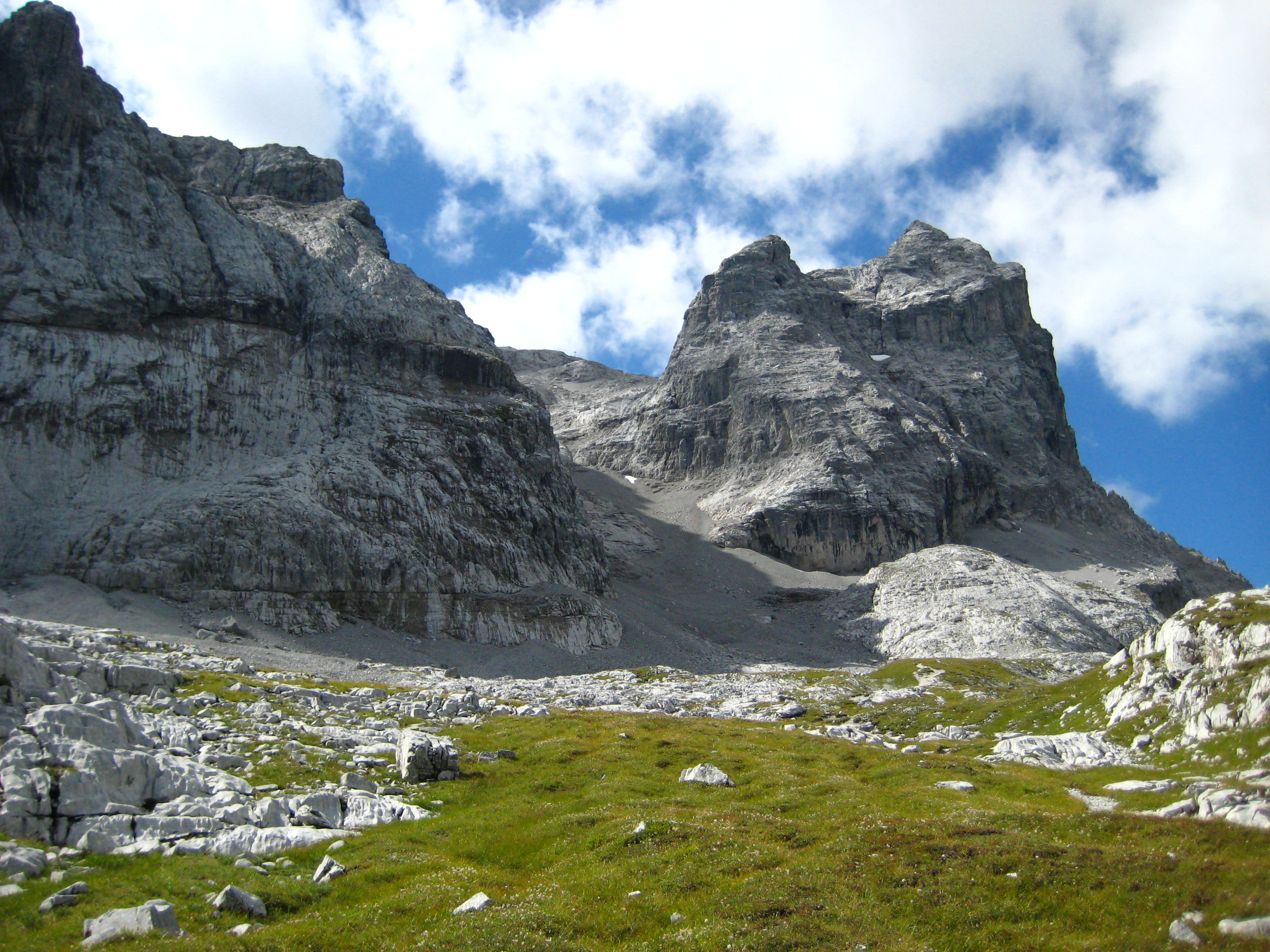

蘇爾茨弗盧赫山（德語：Sulzfluh），是中歐的山峰，位於奧地利和瑞士接壤的邊境，屬於雷蒂孔山的一部分，海拔高度2,817米，每年平均降雨量1,729毫米。